# Glenognatha hirsutissima
Glenognatha hirsutissima är en spindelart som först beskrevs av Lucien Berland 1935.  Glenognatha hirsutissima ingår i släktet Glenognatha och familjen käkspindlar. Inga underarter finns listade i Catalogue of Life.